# Josef Baron

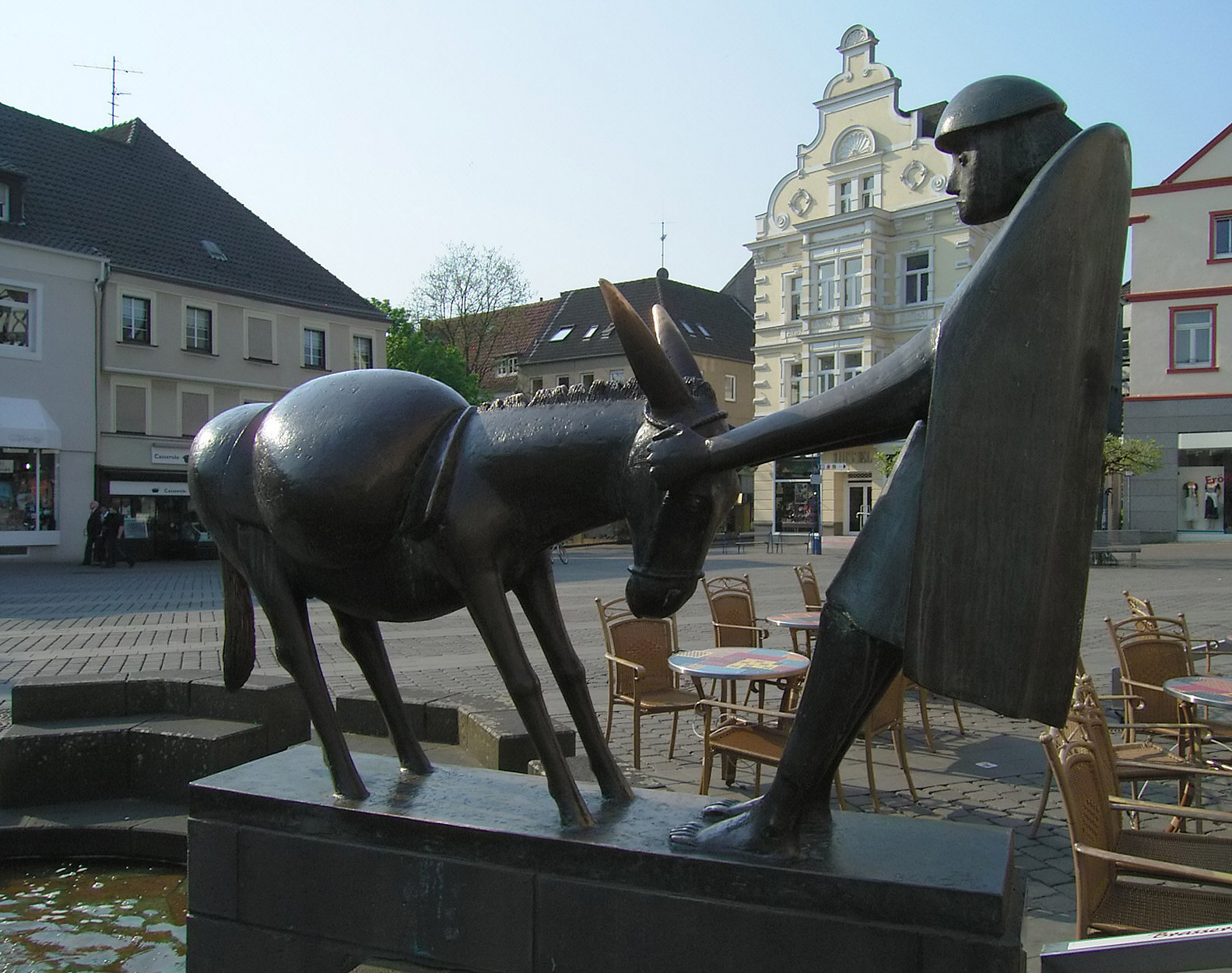
Eselsbrunnen in Unna

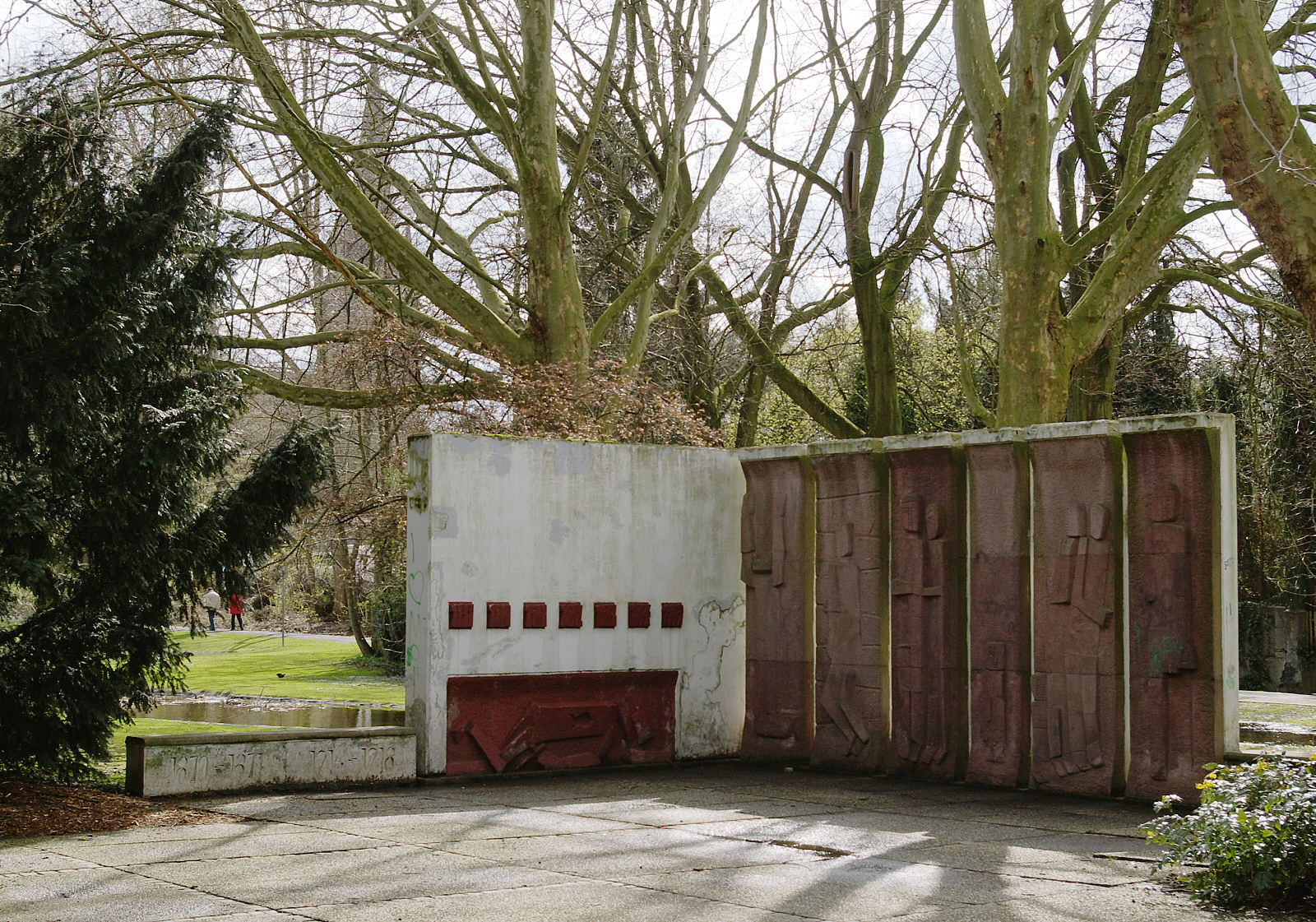
Ehemaliges Mahnmal im Emscherpark Holzwickede

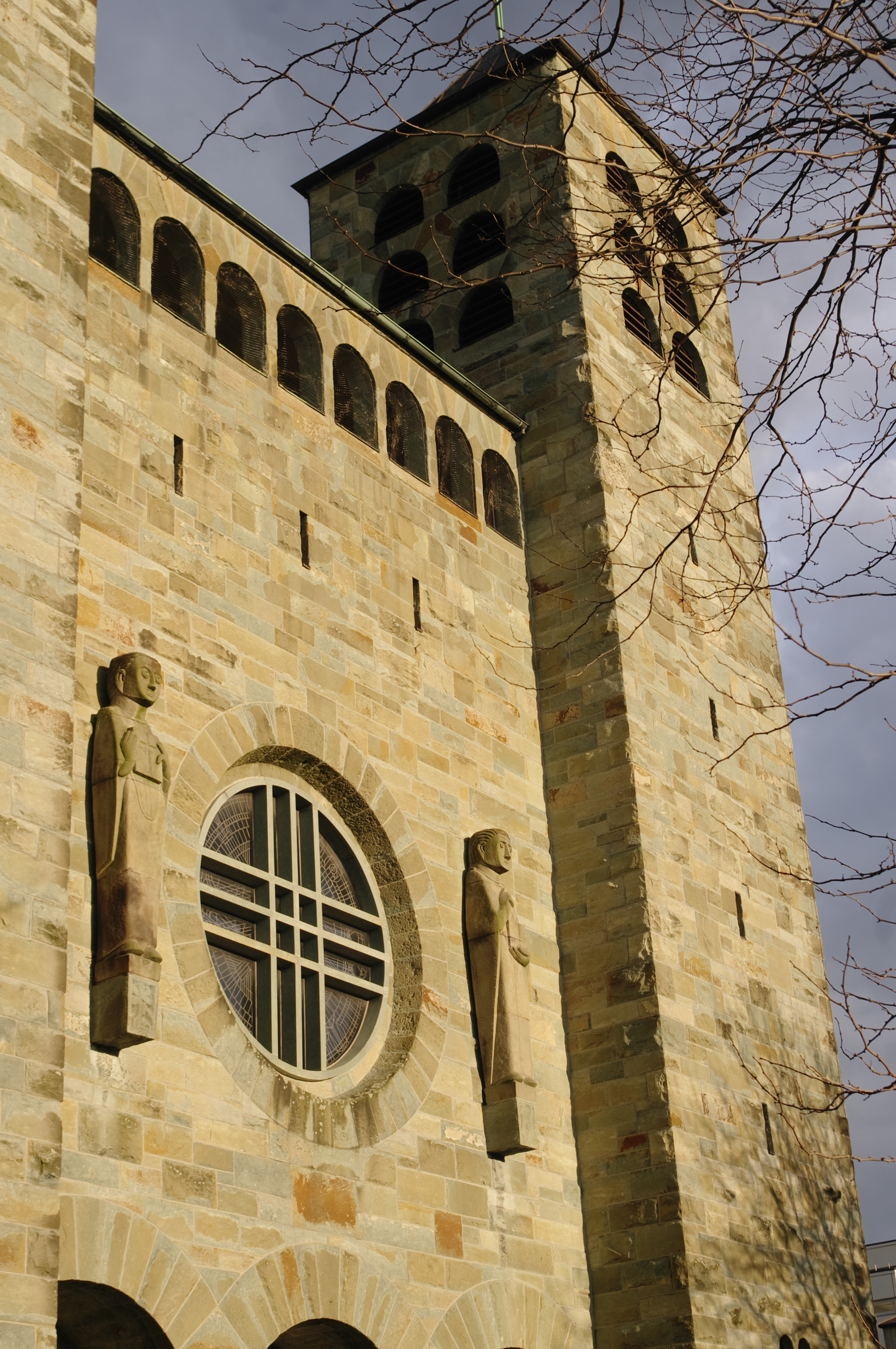
Portal der Katharinenkirche in Unna

Josef Baron (* 19. Februar 1920 in Oberschlesien; † 1. Januar 2020 in Unna-Hemmerde) war ein deutscher Maler und Bildhauer, der überwiegend mit sakralen Themen bekannt wurde.

## Leben und Wirken
Der in Oberschlesien geborene Josef Baron war im Zweiten Weltkrieg Soldat in Russland und Frankreich. Er studierte nach dem Zweiten Weltkrieg zunächst in Flensburg Innenarchitektur, Kunstgeschichte und Holzbildhauerei, wechselte danach an die Kunstakademie Düsseldorf und wurde dort Schüler von Ewald Mataré. Nach wirtschaftlich schwierigen Anfangsjahren übertrug sein Lehrmeister ihm einen Auftrag zur Ausgestaltung der Wallfahrtsbasilika Mariä Heimsuchung in Werl, dessen überzeugende Ausführung für Baron zum künstlerischen Durchbruch führte. Ab den 1960er Jahren gestaltete er zahlreiche Sakralbauten in Deutschland und im Ausland. Bedeutende Arbeiten finden sich beispielsweise im Kreuzgang des Hildesheimer Doms, in St. Marien in Herne, St. Pius in Münster sowie in St. Michael in Emden. Weitere Werke Barons befinden sich in Caracas (Venezuela), Beirut (Libanon), Kairo (Ägypten), Kuala Lumpur (Malaysia) und auf Papua-Neuguinea.
Josef Baron lebte und arbeitete in Unna-Hemmerde. Insbesondere im heimischen Raum finden sich mehrere profane Arbeiten, von denen der Eselsbrunnen auf dem Alten Markt in Unna allgemein bekannt ist. Im Jahr 2007 wehrte sich der Künstler vehement gegen den Abriss eines von ihm gestalteten Mahnmals gegen den Krieg, das den Planungen der Gemeinde Holzwickede im Wege stand und an einen abgelegenen Platz versetzt werden sollte: „Es ist nicht richtig, dass wir alles Unangenehme in unserer Gesellschaft, wie die Armut oder den Holocaust, einfach wegschieben.“
Gemeinsam mit Ernst Oldenburg, Carlernst Kürten und Wilhelm Buschulte bildete Baron das Künstlerquartett „OKBB“ in Unna.